# Raperswilen
Raperswilen is een gemeente en plaats in het Zwitserse kanton Thurgau, en maakt deel uit van het district Kreuzlingen.

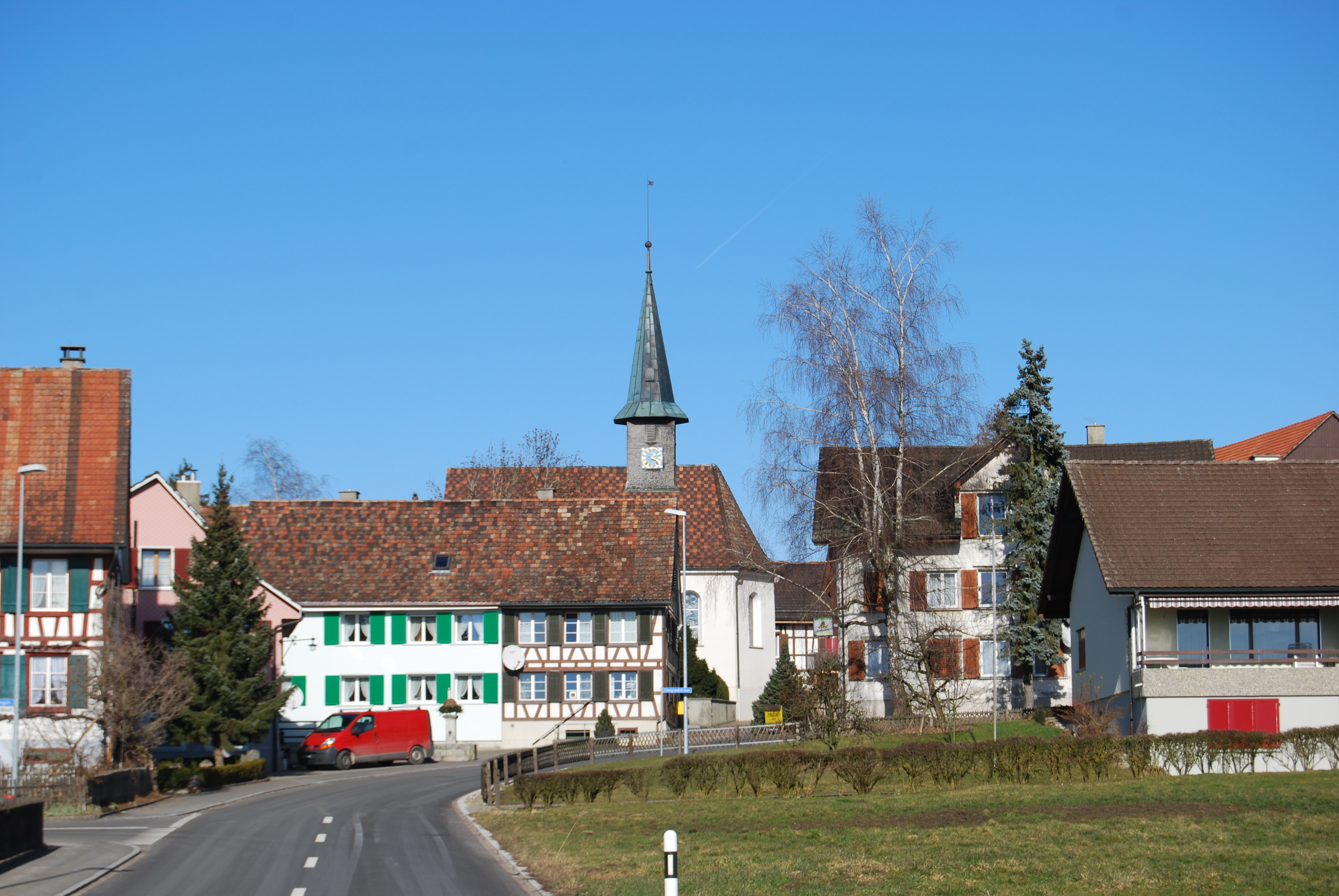
Raperswilen

Raperswilen telt 408 inwoners.